# Gauri Gill
Gauri Gill, född 1970 i Chandigarh i Indien, är en indisk fotograf.
Gauri Gill har studerat fri konst på College of Art, numera inom Ambedkar University Delhi i New Delhi med kandidatexamen 1992. Hon avlade också kandidatexamen i fotografi 1994 på Parsons School of Design i New York i USA samt en magisterexamen på Stanford University i Kalifornien i USA 2002.
Hon arbetade först som fotojournalist innan hon blev frilansande fotograf. Hon har under tjugo års tid arbetat med marginaliserade landsbygdsområden i västra Rajastans öknar och under tio år med lokala konstnärer i Maharashtra.
Guri Gill deltog i Documenta 14 i Aten och Kassel. Hon fick Prix Pictet 2023.